# عملية الأمم المتحدة في بوروندي
تم إنشاء عملية الأمم المتحدة في بوروندي (بالإنجليزية: United Nations Operation in Burundi أو ONUB) من قبل مجلس الأمن التابع للأمم المتحدة في مايو 2004 لضمان استمرار اتفاق أروشا للسلام والمصالحة الموقع في 28 أغسطس 2000.
علاوة على ذلك، بموجب أحكام القرار 1545 الذي أنشأ البعثة، سُمح لها باستخدام «جميع الوسائل الضرورية» لضمان احترام اتفاقيات وقف إطلاق النار، وتنفيذ نزع السلاح وحماية المدنيين المعرضين لتهديد وشيك بالعنف الجسدي.
في البداية، كانت عملية الأمم المتحدة في بوروندي تتألف من 650 5 من الأفراد العسكريين و120 من الشرطة المدنية وأفراد الدعم في شكل 200 مراقب عسكري و125 ضابط أركان عسكري.
وانتهت البعثة في 1 كانون الثاني / يناير 2007 عندما تم نقل العديد من مهامها إلى مكتب الأمم المتحدة المتكامل في بوروندي.

## روابط خارجية
- الموقع الرسمي لحكومة بوروندي (بالفرنسية)
- الموقع الرسمي لـ ONUB